# Ermita de Santa Isabel de Hungría (Antigua Guatemala)
La Ermita de Santa Isabel de Hungría es una ermita barroca ubicada en el barrio de Santa Isabel en la ciudad de Antigua Guatemala, en Sacatepéquez, Guatemala.  
Cuando la ciudad era la capital de la Capitanía General de Guatemala y recibía el nombre de Santiago de los Caballeros de Guatemala, el vecindario colonial de Santa Isabel se dedicaba a la fabricación de jabón, por lo que por lo que era conocido como el "Barrio de los jaboneros". 
El fundador de esta comunidad fue el presbítero Juan Godínez quien, durante la conquista de Guatemala, fue capellán de las fuerzas españolas.  
El templo, dedicado bajo la advocación de Santa Isabel de Hungría, fue puesto al servicio del culto religioso en el siglo xvii. No existe información acerca de la fecha exacta de construcción o reconstrucción de la Ermita que ha sobrevivido hasta el siglo xxi, aunque algunos historiadores del arte de Antigua Guatemala la sitúan alrededor del segundo cuarto del siglo xviii.

## Descripción del templo
La ermita estuvo bajo la jurisdicción de la orden franciscana hasta 1673. En 1690 existían unos 210 parroquianos indígenas que asistían a la Ermita.
La ermita se encontraba al extremo sur de la ciudad, a unos pocos metros de la Iglesia de El Calvario.   
Su fachada, que ha sobrevivido los efectos de terremotos y del abandono tiene la distribución típica del barroco guatemalteco (Barroco antigüeño), aunque con menos ataurique de lo acostumbrado.  Las pilastras no tienen el mismo carácter de estípite que las del convento de Santa Clara, pero sus superficies planas y adornadas indican que fueron construidos en el mismo período.
La fachada se estructura con 2 cuerpos y 3 calles y está decorada con las pilastras estípites ya indicadas y con nichos entre las mismas. Remata la fachada un campanario tipo espadaña, con pilastras almohadilladlas. 
La cruz de piedra tallada fue colocada al frente del templo en 1673.

## Historia del templo

### Doctrina franciscana
La corona española se enfocó en la catequización de los indígenas; las congregaciones fundadas por los misioneros reales en el Nuevo Mundo fueron llamadas «doctrinas de indios» o simplemente «doctrinas». Originalmente, los frailes tenían únicamente una misión temporal: enseñarle la fe católica a los indígenas, para luego dar paso a parroquias seculares como las establecidas en España; con este fin, los frailes debían haber enseñado los evangelios y el idioma español a los nativos. Ya cuando los indígenas estuvieran catequizados y hablaran español, podrían empezar a vivir en parroquias y a contribuir con el diezmo, como hacían los peninsulares.
Pero este plan nunca se llevó a cabo, principalmente porque la corona perdió el control de las órdenes regulares tan pronto como los miembros de éstas se embarcaron para América. Por otra parte, protegidos por sus privilegios apostólicos para ayudar a la conversión de los indígenas, los misionares solamente atendieron a la autoridad de sus priores y provinciales, y no a la de las autoridades españolas ni a las de los obispos. Los provinciales de las órdenes, a su vez, únicamente rendían cuentas a los líderes de su orden y no a la corona; una vez habían establecido una doctrina, protegían sus intereses en ella, incluso en contra de los intereses del rey y de esta forma las doctrinas pasaron a ser pueblos de indios que se quedaron establecidos para todo el resto de la colonia.
Los franciscanos, quienes tuvieron conventos y doctrinas en la diócesis de Guatemala, se hallaban diseminados en donde se encuentran los modernos departamentos de Sacatepéquez, Chimaltenango, Sololá, Quetzaltenango, Totonicapán, Suchitepéquez y Escuintla.  La «Provincia del Santísimo Nombre de Jesús», como se llamaba la región a cargo de los franciscanos, llegó a tener veinticuatro conventos.  Para 1700, en el convento de Panajachel habitaban tres sacerdotes, que se encargaban de evangelizar a aproximadamente mil ochocientas personas, principalmente indígenas, y tenían a su cargo cuatro doctrinas y doce cofradías.
La Cuaresma era una época en que se preparaba a los indígenas a la confesión y comunión anual obligatorias, predicándoles en idioma materno. Todos los domingos de Cuaresma se les predicaba en idioma materno, disponiéndoles a la confesión. Todos los viernes de Cuaresma  se hacían las estaciones con cantos y portando livianas cruces y, en cada una de ellas, se leía o cantaba el misterio en idioma materno, culminando con un sermón en el Calvario y la vuelta a la iglesia con cantos y rezos.

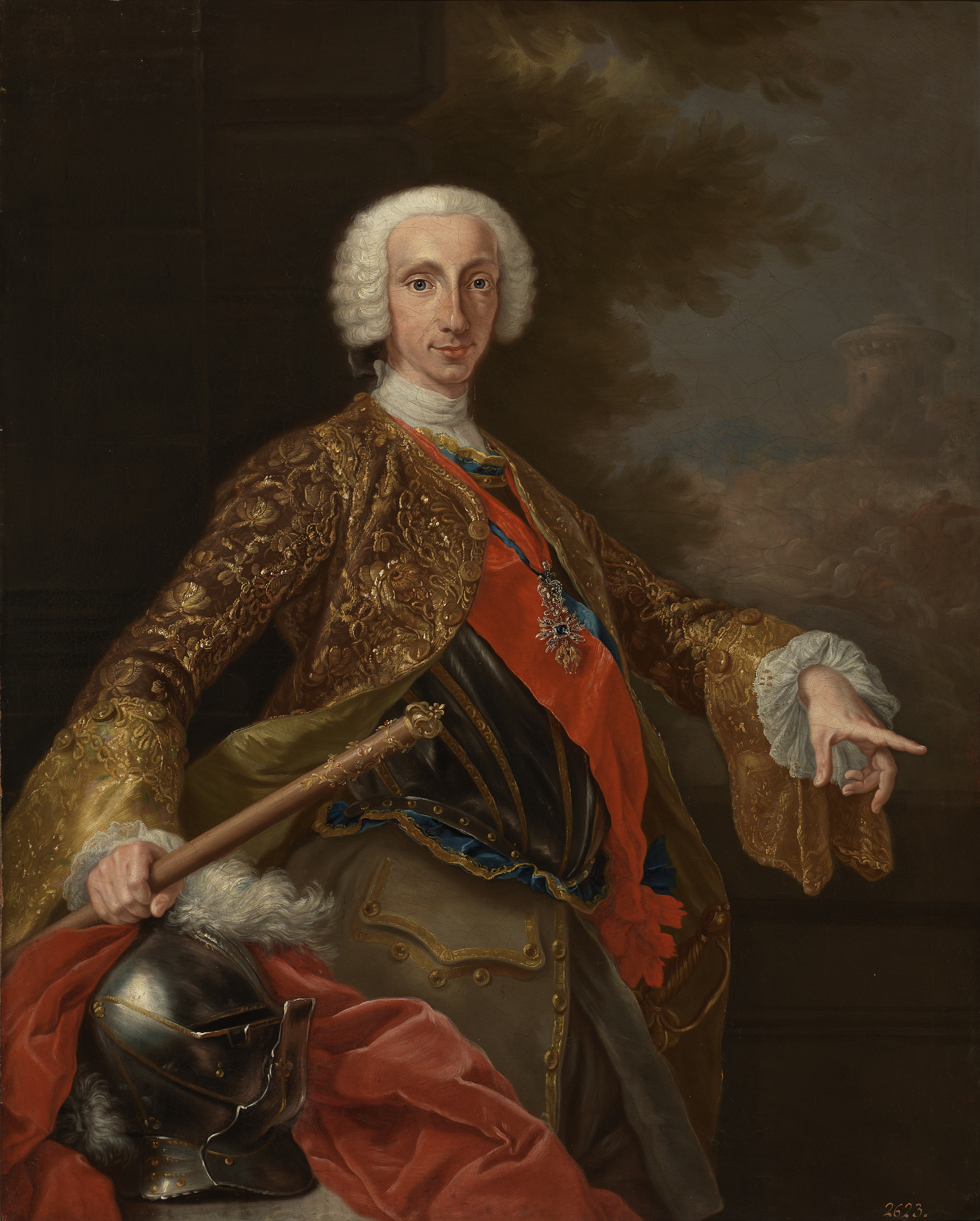
Rey Carlos III de España, promotor de las reformas borbónicas.

### Terremotos de San Miguel
Los terremotos más fuertes que vivió la ciudad de Antigua Guatemala antes de su traslado definitivo en 1776 fueron los terremotos de San Miguel en 1717. El 27 de agosto hubo una erupción muy fuerte del Volcán de Fuego, que se extendió hasta el 30 de agosto; los vecinos de la ciudad pidieron auxilio al Santo Cristo de la catedral y a la Virgen del Socorro que eran los patronos jurados contra el fuego del volcán.  El 29 de agosto salió la Virgen del Rosario en procesión después de un siglo sin salir y hubo muchas más procesiones de santos hasta el día 29 de septiembre, día de San Miguel; los primeros sismos por la tarde fueron leves, pero a eso de las 7:00 p. m. de la noche se produjo un fuerte temblor que obligó a los vecinos a salir de sus casas; siguieron los temblores y retumbos hasta las cuatro de la mañana.

### Terremotos de Santa Marta
En 1776, la capital fue trasladada a la ciudad de Nueva Guatemala de la Asunción luego que los terremotos de Santa Marta de 1773 arruinaran la ciudad de Santiago de los Caballeros de Guatemala por tercera ocasión en el mismo siglo y las autoridades civiles utilizaran eso como excusa para debilitar a las autoridades eclesiásticas —siguiendo las recomendaciones de las Reformas Borbónicas emprendidas por la corona española en la segunda mitad del siglo xviii— obligando a las órdenes regulares a trasladarse de sus majestuosos conventos destruidos a frágiles estructuras temporales en la nueva ciudad.
La ciudad de Santiago empezó a llamarse la «arruinada Guatemala», «Santiago de Guatemala antiguo» y la «antigua ciudad».  Fue abandonada por todas las autoridades reales y municipales, y en 1784 por las dos últimas parroquias: Candelaria y Nuestra Señora de los Remedios, quedándose también sin autoridades eclesiásticas.  Pocos años después el arzobispo Cayetano Francos y Monroy autorizó el funcionamiento de tres parroquias interinas que llevaron el nombre de sus antecesoras: «San Sebastián», «Candelaria» y «Los Remedios», en donde se guardó la mayor cantidad de obras de arte religioso que permaneció en la antigua Guatemala. Tras la independencia de 1821 recuperó la categoría de ciudad y fue nombrada como cabecera del departamento de Sacatepéquez.

### Terremoto del 3 de septiembre de 1874

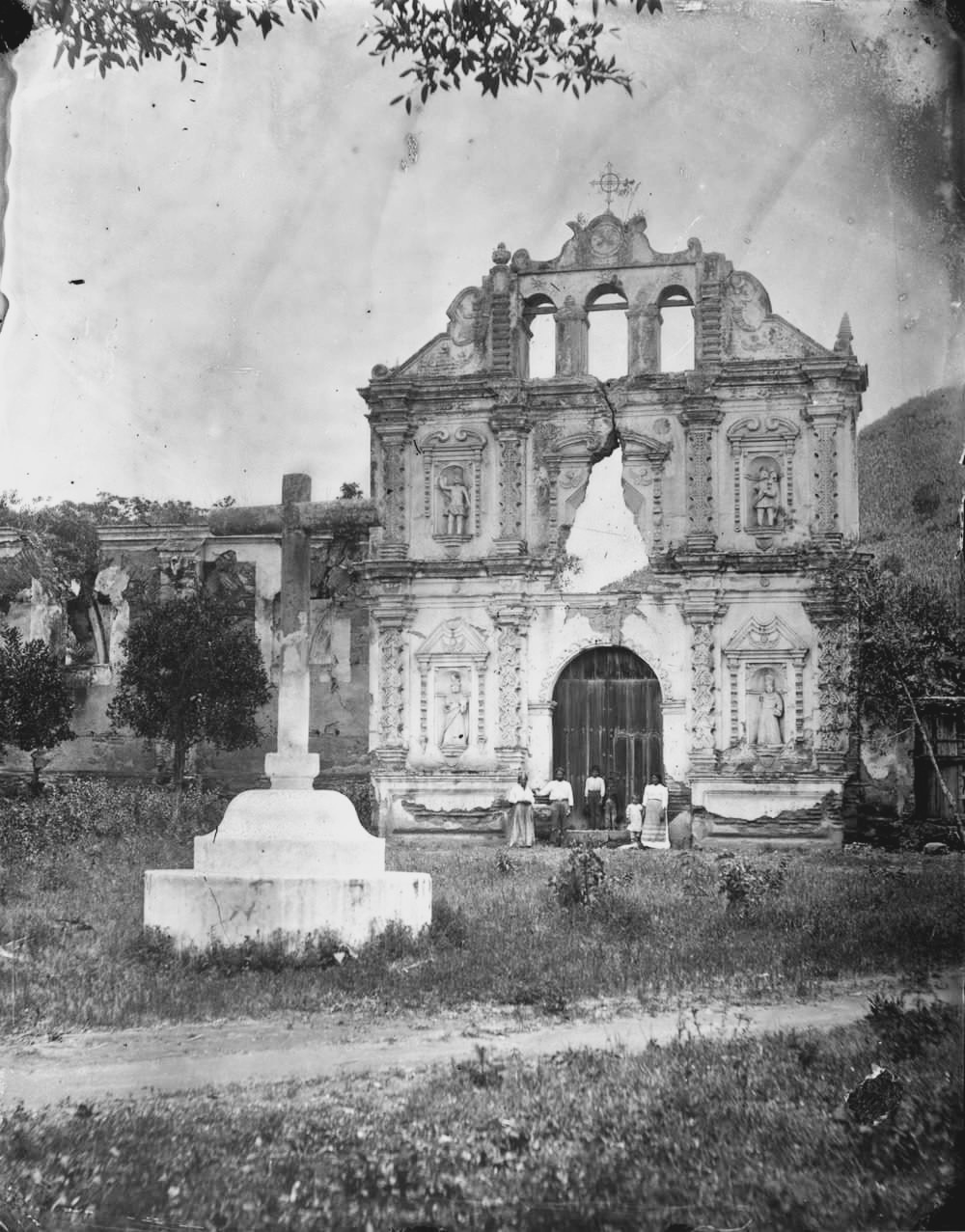
Ermita de Santa Isabel después del terremoto del 3 de septiembre de 1874.

De acuerdo al periódico estadounidense The New York Times, el terremoto de Guatemala del 3 de septiembre de 1874 fue el más devastador de los que se registraron en ese año en todo el mundo. No solamente se destruyó completamente el pueblo de Parramos,
 sino que bandas de forajidos armados con cuchillos y otras armas punzocortantes intentaron asaltar a los damnificados y robarles lo poco que les quedaba; afortunadamente, las bandas fueron capturadas por la policía del gobierno del general Justo Rufino Barrios y ejecutadas sumariamente.
Un testigo relató que el terremoto se sintió como una combinación de una larga serie de movimientos verticales y horizontales que hacían que pareciera que el suelo se movía en forma de olas y que se elevaba hasta un pie de alto por encima de su nivel normal. Otro testigo indicó que el pueblo de San Miguel Dueñas quedó totalmente destruido, y quienes lograron sobrevivir salieron huyendo buscando áreas más seguras.  En total, hubo US$300,000 en pérdidas; los poblados afectados aparte de Antigua Guatemala, Dueñas, Parramos y Patzicía, fueron Jocotenango, San Pedro Sacatepéquez, Ciudad Vieja y Amatitlán.

### Restauración
A la fachada se le hizo una intervención por parte del Consejo Nacional para la Protección de La Antigua Guatemala —CNPAG—, con un aporte económico del Instituto Guatemalteco de Turismo —INGUAT— en 1980, rescatando la fachada principal y los detalles en las 
imágenes que contiene la misma. En 2009, el CNPAG realizó una segunda restauración, agregando empedrado a la calle que lleva a la ermita, y construyendo un atrio con gradas que realzan no solamente a la fachada sino que también a la cruz que se encuentra en el atrio; además, se agregó una pared de refuerzo a la antigua casa conventual.